# Оберхайд (Вестервальд)
Оберхайд (нем. Oberhaid) — община в Германии, в земле Рейнланд-Пфальц.
Входит в состав района Вестервальд. Подчиняется управлению Рансбах-Баумбах. Население составляет 404 человека (на 31 декабря 2010 года). Занимает площадь 1,92 км².